# Skórzewka
Skórzewka – zniesiona nazwa wsi w Polsce położona w województwie łódzkim, w powiecie kutnowskim, w gminie Oporów.
Nazwa miejscowości została zniesiona z 2022 r.
W latach 1975–1998 miejscowość administracyjnie należała do województwa płockiego.